# Isoterma (termodinamica)

Rappresentazione sul piano p-V di tre differenti curve isoterme di gas ideali che rispettano la legge di Boyle. Le tre isoterme di esempio sono relative a tre diverse temperature:.

In termodinamica una trasformazione isotermica (o semplicemente isoterma) è una trasformazione termodinamica a temperatura costante, ossia una variazione dello stato di un sistema fisico durante la quale la temperatura del sistema non varia nel tempo. Un valore costante della temperatura può essere mantenuto mediante apparecchi chiamati termostati.
Riferita ad un gas perfetto è descritta dalla legge di Boyle che, in un diagramma pressione-volume (o piano di Clapeyron), è rappresentata da un ramo di iperbole equilatera.

## Isoterma di un gas perfetto

### Calcolo del calore e del lavoro scambiato

L'area colorata rappresenta il lavoro compiuto dal gas ideale durante la trasformazione isoterma, che avviene ad una temperatura costante dallo stato allo stato. La funzione rappresentata è un'iperbole equilatera di equazione:

Per trasformazioni isoterme di gas vale la legge di Boyle-Mariotte, secondo cui pressione e volume sono inversamente proporzionali; pertanto a temperatura costante il prodotto {\displaystyle p\cdot V} è uguale ad una costante che, per i gas perfetti coincide con il prodotto {\displaystyle nRT}.
La legge di Boyle viene formulata matematicamente attraverso la relazione:
{\displaystyle pV} = costante
In un diagramma pressione-volume (ovvero nel piano di Clapeyron), è rappresentata da un'iperbole equilatera.
Si consideri ora una trasformazione isoterma finita reversibile di un gas perfetto tra due stati A e B a temperatura costante. Essendo l'energia interna una funzione di stato dipendente solo dalla temperatura si avrà {\displaystyle dU=0}. Quindi il lavoro compiuto da un gas perfetto durante un'espansione isoterma reversibile si calcola agevolmente da:
{\displaystyle {\begin{aligned}W|_{T}&=\int _{V_{A}}^{V_{B}}p\cdot dV=nRT\int _{V_{A}}^{V_{B}}{\frac {dV}{V}}\\&=nRT(\ln V_{B}-\ln V_{A})=nRT\ln {\frac {V_{B}}{V_{A}}}\\&=nRT\ln {\frac {p_{A}}{p_{B}}}\\\end{aligned}}}
Per il primo principio della termodinamica, il calore da fornire al gas per mantenerne la temperatura costante è proprio pari al lavoro, in quanto la variazione di energia interna, dipendendo solo dalla temperatura, è pari a 0. In simboli:
{\displaystyle Q=L+\Delta U=L+nc_{v}\Delta T}
ma essendo {\displaystyle \Delta T=0}
{\displaystyle Q=L.}

### Calcolo dell'entropia
Dalla definizione di entropia:
{\displaystyle \Delta S=S_{2}-S_{1}=\int _{1}^{2}{\frac {\delta Q}{T}}},
nel caso di una trasformazione isoterma di un gas perfetto si ottiene:
{\displaystyle \Delta S|_{T}=nR\ln {\frac {V_{2}}{V_{1}}}=nR\ln {\frac {p_{1}}{p_{2}}}}
da cui si vede che l'entropia di un'isoterma aumenta per un'espansione.

## Rappresentazione di una trasformazione isoterma
Si indica con il nome isoterma (o più completamente con il termine curva isoterma), in un grafico in cui è rappresentata una trasformazione termica o più trasformazioni termiche in successione, la parte del grafico che rappresenta una trasformazione isotermica, cioè una trasformazione che avviene a temperatura costante.